# Nationaal park Bandiln͟gan (Windjana Gorge)
Nationaal park Bandiln͟gan (Windjana Gorge) is een nationaal park in de regio Kimberley in West-Australië. Het ligt ongeveer 1.855 kilometer ten noordoosten van de West-Australische hoofdstad Perth en 350 kilometer ten oosten van Broome.
Het park omvat een 3 kilometer lange kloof, gevormd in het Napiergebergte tijdens de regentijd door de rivier de Lennard. In de droge periode blijven enkele waterpoelen in de kloof staan.

## Geschiedenis
De Bunuba Aborigines leefden reeds in de streek ten tijde van de Europese kolonisatie.
De kloof is van groot spiritueel belang voor de Bunuba Aborigines. Ze geloven dat de Wandjina, krachtige scheppende geesten, er leven. William Forrester nam er een pastorale lease op in 1844 en spelde de naam van de kloof verkeerd waardoor ze sindsdien de Windjana Gorge wordt genoemd.
Jandamarra, de leider van de tegen de kolonisatie in opstand gekomen Bunuba, verschool zich in de kloof en werd nabij Pigeon's Rock neergeschoten in 1894.

## Fauna en flora

### Fauna
In het park kunnen de typische dieren die in de Kimberley leven worden waargenomen: Australische krokodillen, pythons, noordelijke stekelstaartkangoeroes, zandwallabies, kortoorrotskangoeroes, de Pteropus alecto, Cacatua, valken, witbuikzeearenden, wigstaartwouwen, Australische haviken, zwarte ibissen, brolgakraanvogels en trappen.

### Flora
Er groeien meer dan 200 plantensoorten in het park waaronder: Spinifex, Ficus platypoda, Ficus coronulata, Brachychiton, Nauclea orientalis, Melaleuca irbyana, Bauhinia, de Australische baobab en enkele soorten Eucalyptus.

## Toerisme
Er is een kampeerplaats in het park voorzien en er zijn drie wandelingen uitgestippeld:
- Gorge Walk, een 3,5 kilometer lang wandelpad door de kloof
- Time Walk, een korte wandeling langs enkele fossielen uit de tijd van het Gondwana
- Savannah Walk, een wandeling die een idee geeft over de fauna en flora in de omgeving van de kloof.

De ruïnes van de Lillimooloora Homestead kunnen bezocht worden. De hofstede werd in 1884 gebouwd voor de 'King Sound Pastoral Company'. In 1893 werd het een politiepost.

## Transport
Nationaal park Bandiln͟gan (Windjana Gorge) ligt 150 kilometer van Fitzroy Crossing en 145 kilometer van Derby. Het kan enkel bereikt worden langs de onverharde Fairfield-Leopold Road. Vierwielaandrijving is aangewezen. Tijdens de regentijd van december tot maart kan de weg afgesloten zijn.

## Galerij

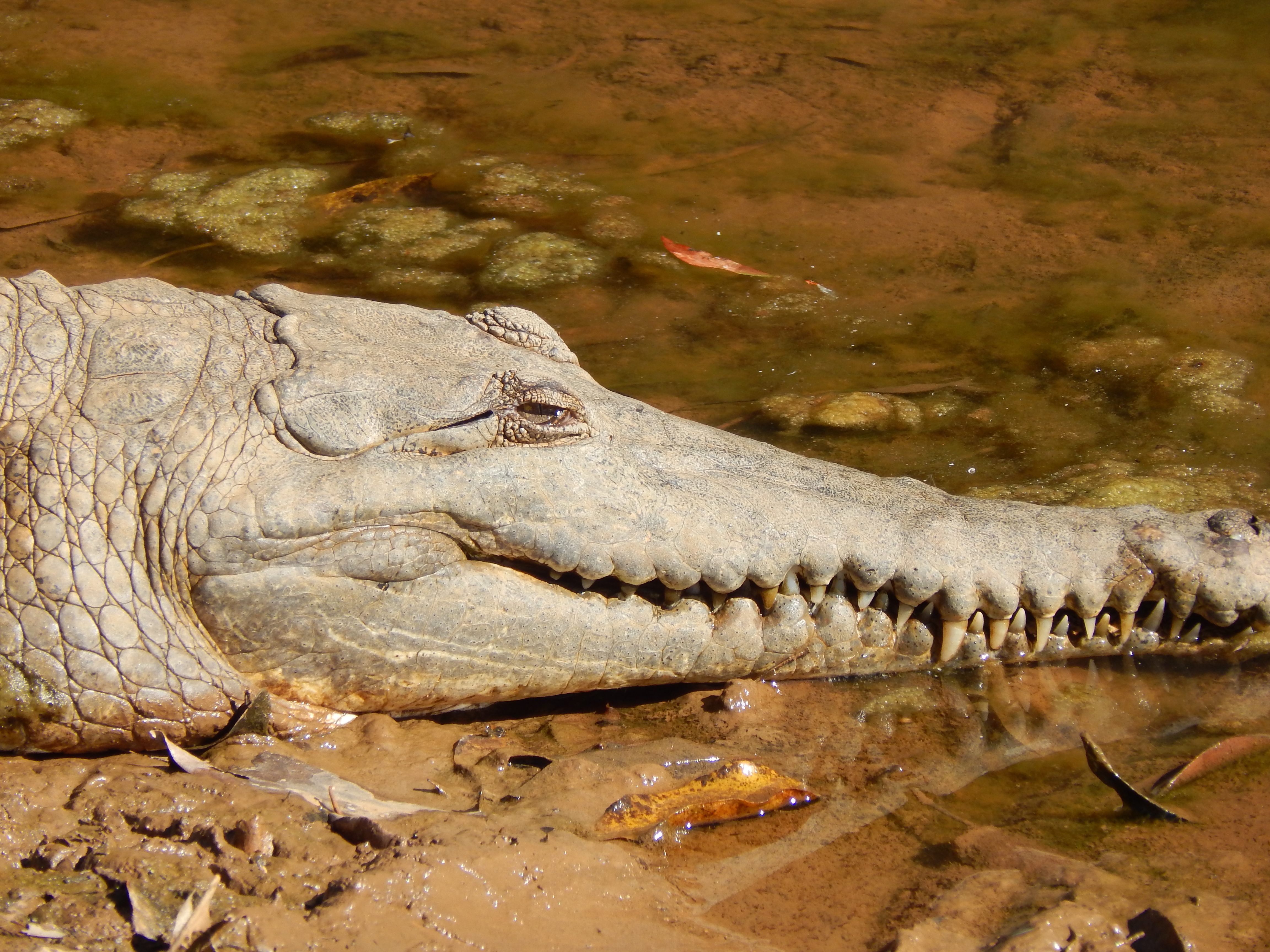
Australische krokodil
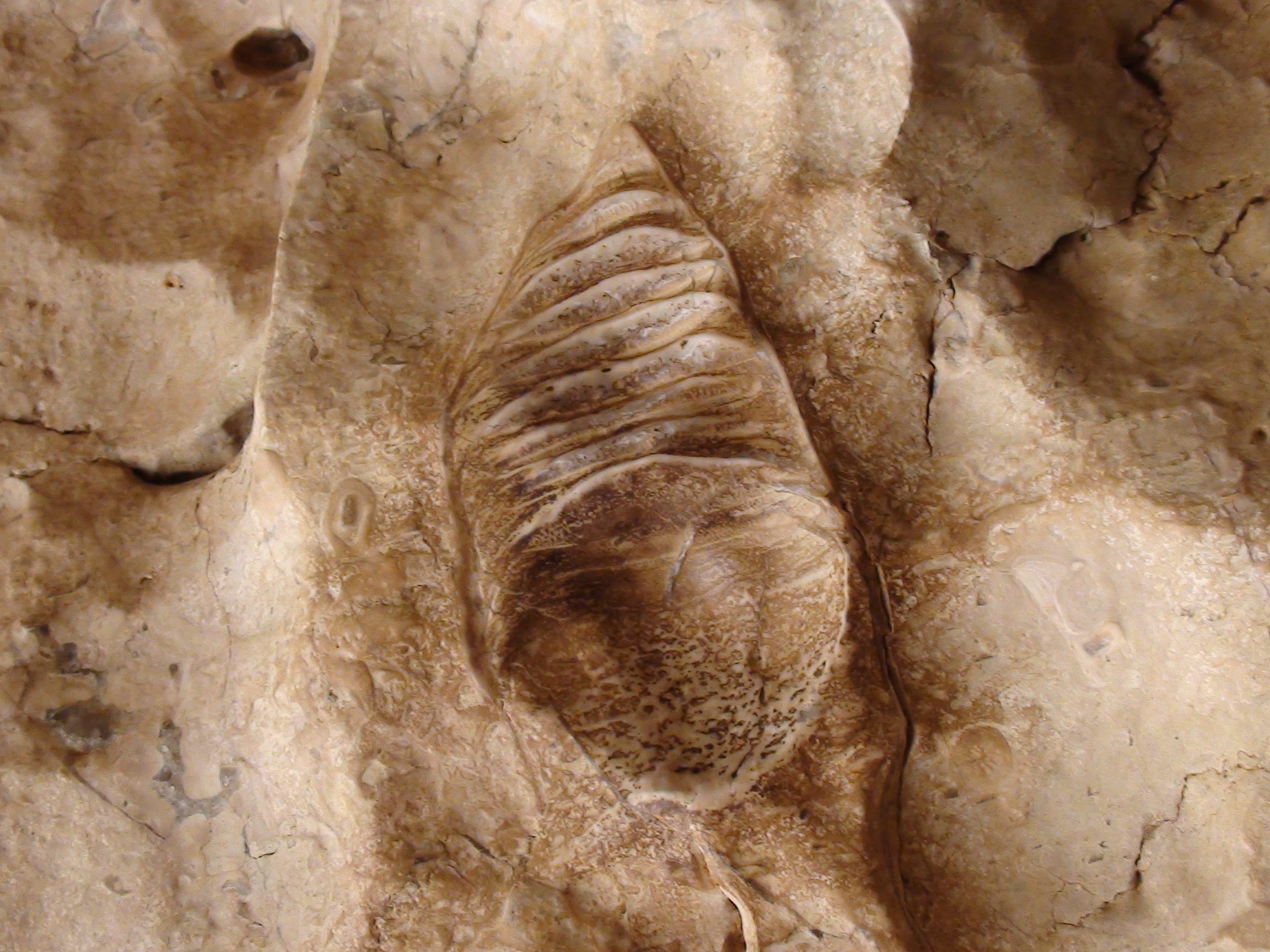
fossiel
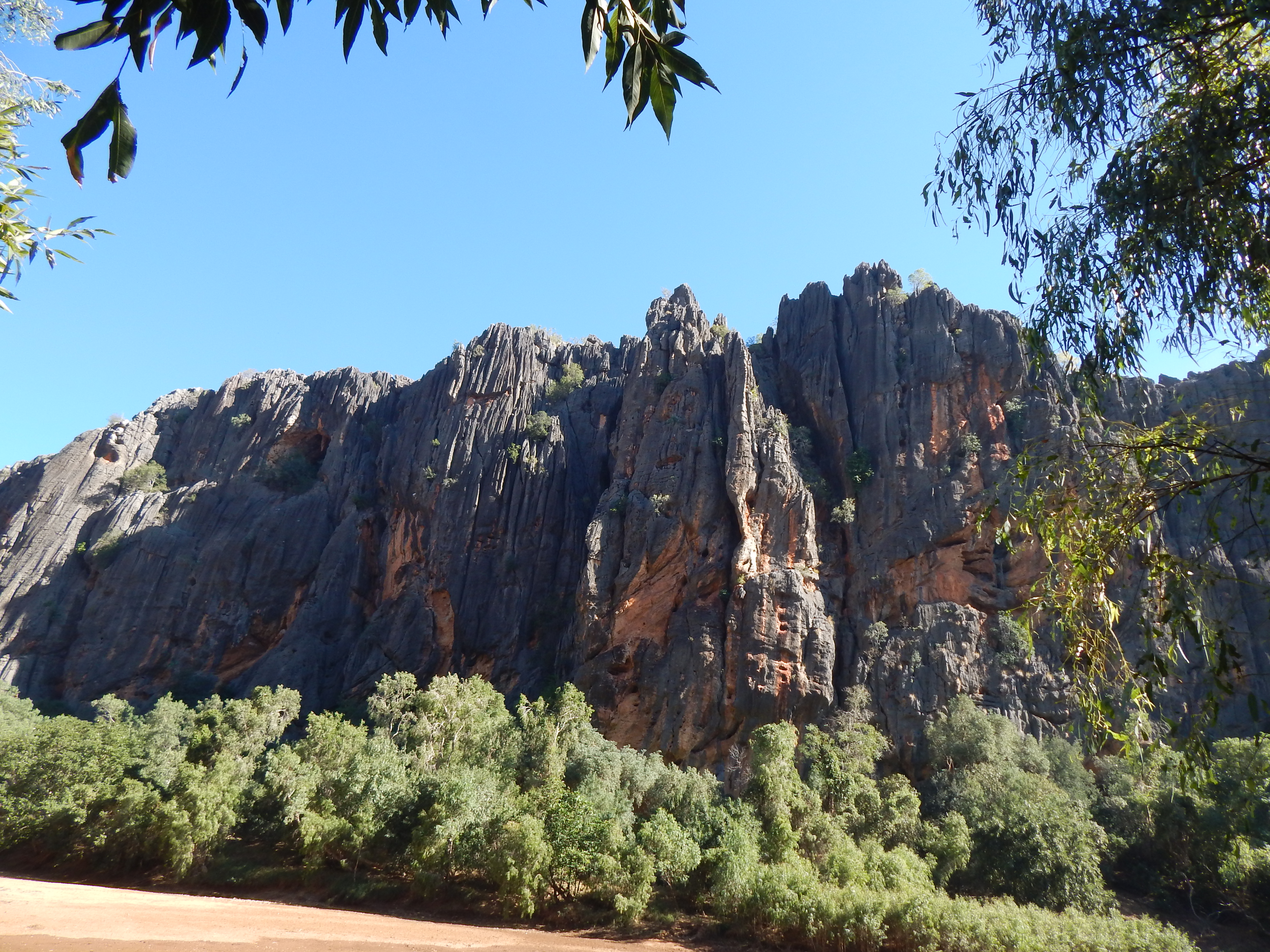
rotswand kloof
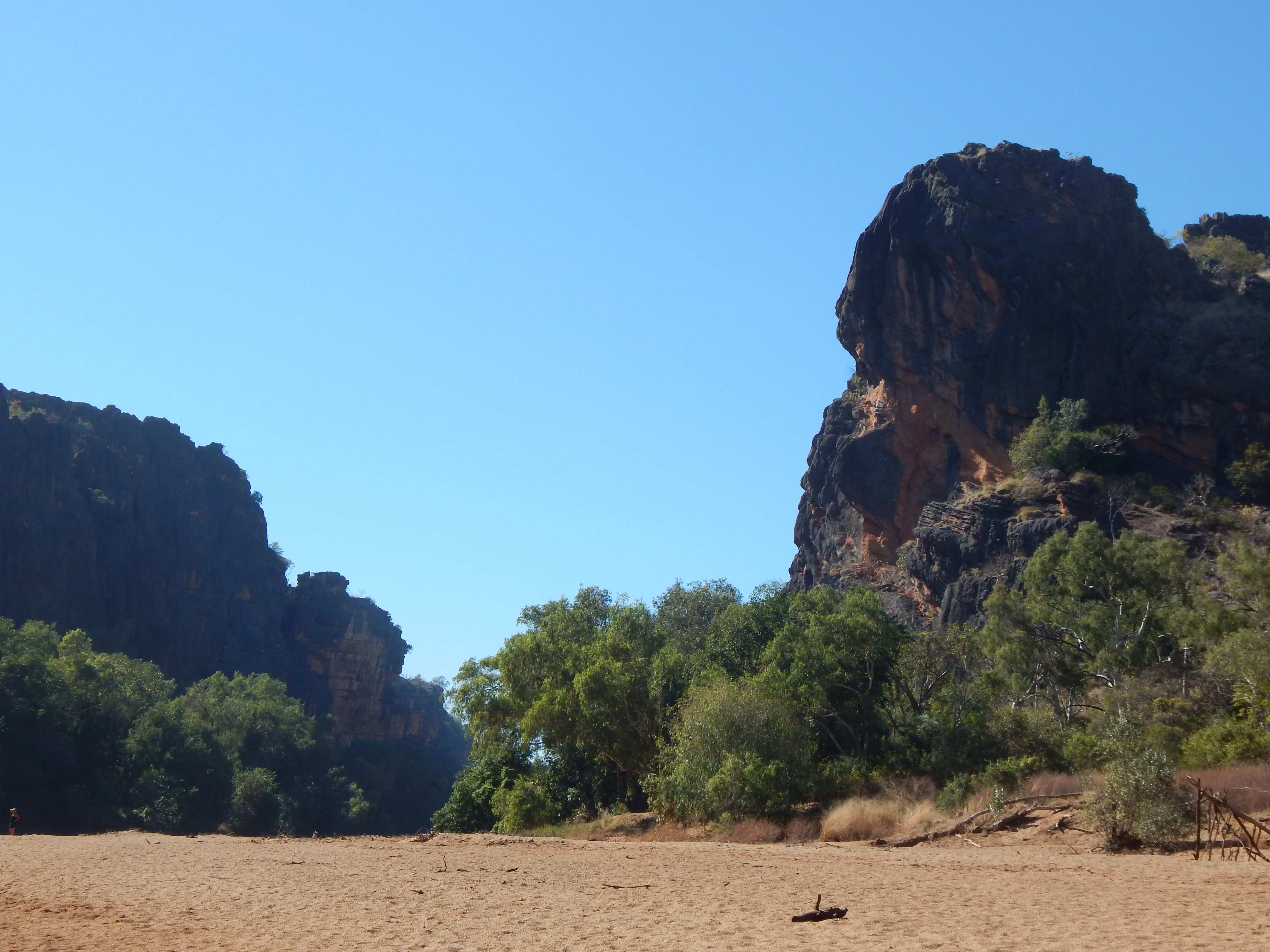
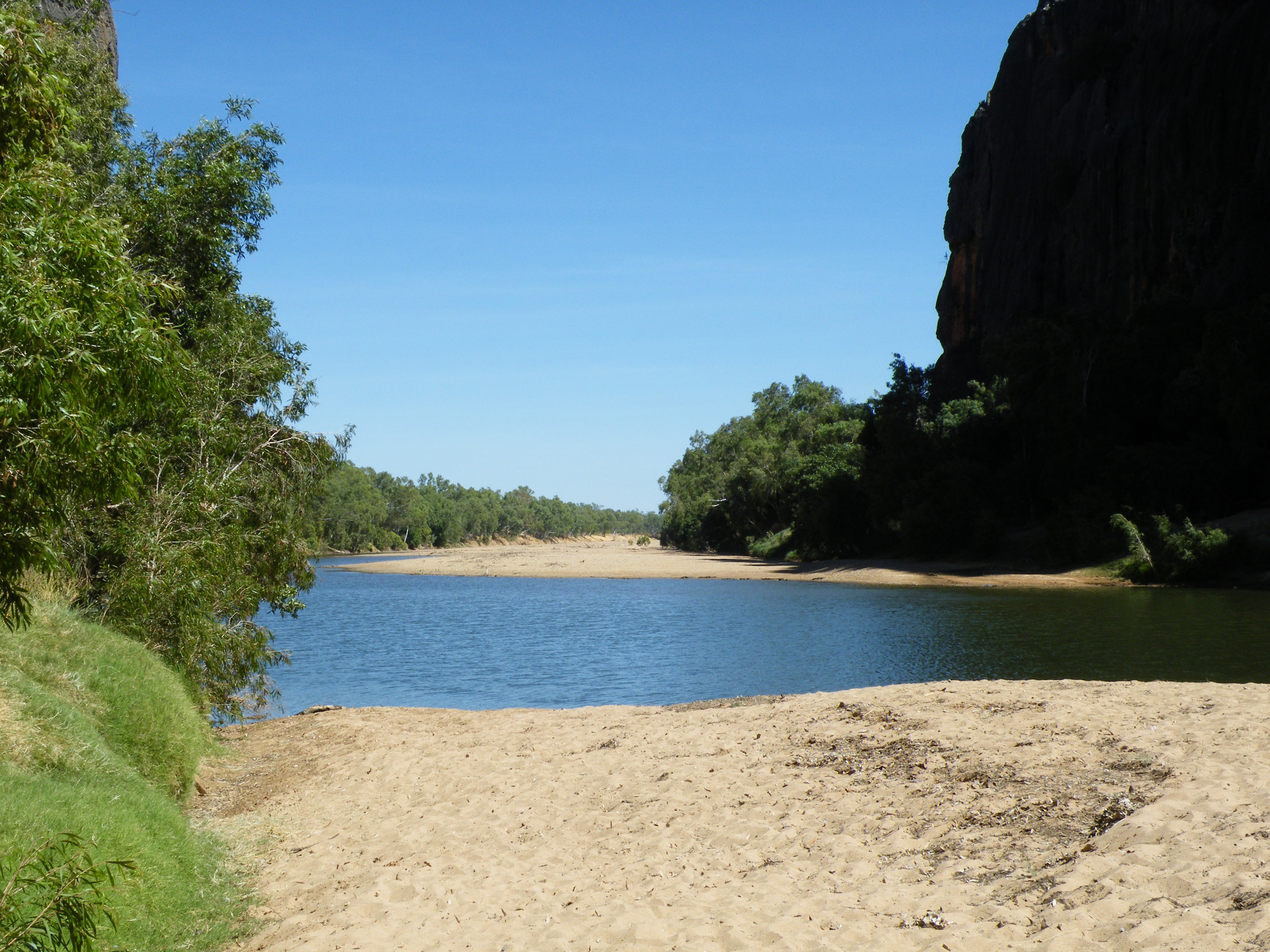
rivier de Lennard

Alexander Morrison · 
Avon Valley · 
Badgingarra · 
Bandiln͟gan (Windjana Gorge) · 
Beelu · 
Boorabbin · 
Brockman · 
Cape Arid · 
Cape Le Grand · 
Cape Range · 
Cliff Spackman · 
Collier Range · 
Dan͟ggu · 
D'Entrecasteaux · 
Dimalurru (Tunnel Creek) · 
Drovers Cave · 
Drysdale River · 
Eucla · 
Fitzgerald River · 
Francois Peron · 
Frank Hann · 
Gloucester · 
Goldfields Woodlands · 
Goongarrie · 
Gooseberry Hill · 
Greater Beedelup · 
Greenmount · 
Hassell · 
Hidden Valley · 
John Forrest · 
Kalamunda · 
Kalbarri · 
Karijini · 
Karlamilyi · 
Kennedy Range · 
Lawley River · 
Leeuwin-Naturaliste · 
Lesmurdie Falls · 
Lesueur · 
Millstream-Chichester · 
Mitchell River · 
Moore River · 
Mount Augustus · 
Mount Frankland · 
Mount Roe-Mount Lindesay · 
Nambung · 
Neerabup · 
Peak Charles · 
Porongurup · 
Purnululu · 
Scott · 
Serpentine · 
Shannon · 
Sir James Mitchell · 
Stirling Range · 
Stokes · 
Tathra · 
Torndirrup · 
Tuart Forest · 
Unnamed (Nr. 17519) · 
Unnamed (Nr. 46400) · 
Walpole-Nornalup · 
Walyunga · 
Warren · 
Watheroo · 
Waychinicup · 
Wellington · 
West Cape Howe · 
William Bay · 
Wolfe Creek Meteorite Crater · 
Yalgorup · 
Yanchep
Overzicht Nationale parken in:
 Australië · New South Wales · Noordelijk Territorium · Queensland · Zuid-Australië · Tasmanië · Victoria · West-Australië